# Burkina Faso en los Juegos Paralímpicos de Pekín 2008
Burkina Faso estuvo representada en los Juegos Paralímpicos de Pekín 2008 por un deportista masculino. El equipo paralímpico burkinés no obtuvo ninguna medalla en estos Juegos.